# Ctenardisia purpusii
Ctenardisia purpusii là một loài thực vật có hoa trong họ Anh thảo. Loài này được (Brandegee) Lundell mô tả khoa học đầu tiên năm 1982.